# Оробей Лідія Львівна
Лідія Львівна Оробей (біл. Лідзія Львоўна Арабей; *27 червня 1925, Низок, Уздзенський район — †20 лютого 2015, Мінськ) — білоруська письменниця та літературознавець, кандидат філологічних наук (1958).

## Біографія
Народилася в сім'ї службовців. У 1942–1944 роках жила в Щучині. З 1944 року — співробітниця редакції щучинської районної газети «Червоний прапор». З 1945 року мешкає у Мінську. Працювала в часописі «Вожык», у редакції газети «Чырвоная змена», займалася викладацькою діяльністю. Закінчила філологічний факультет БДУ (1951), аспірантуру при Інституті літератури та мистецтва АН БРСР (1954). Була старшим редактором видавництва «Білорусь» (1955–1967), літспівробітницею часопису «Полымя» (1967–1974). Захистила дисертацію присвячену життю та творчості А. Пашкевич (Цьотки), отримала звання кандидати філологічних наук.

## Творчість
Літературну працю почала в 1945 році. Виступає як прозаїк, критик, літературознавець. У 1956 році видала дослідження «Тітка (Алоїза Пашкевич)», а в 1959 «Федос Шинклер», автор збірників повістей та оповідань «Калібри» (1960, оповідання для дітей), «Квартира № 3» (1961, книга сатири і гумору), Міра часу" (1962), «Екзамен» (1963), «Лариса» (1964), «На струнах бурі» (1967), «Серед ночі» (1968), «Іскри в попелищі» (1970), «Вовчки» (1972), «Синій бір» (1972, повість), «Мені потрібно їхати» (1974), «Стану піснею» (1977), «Сузір'я Великої Медведиці» (1980), «Смуга дощу» (1984), «Пошуки кохання» (1987), «Іти у розвідку» (1989, оповідання для дітей), «Пошуки істини» (нариси, 2005), «У полум'ї любові» (даслідження, присвячене Алоїзі Пашкевич (Тітці), 2006), «Біле поле» (оповідання, мемуари, 2008). У 1985 році вийшли вибрані твори у 2-х томах.
Переклала роман естонського письменника А. Хінта «Берег вітрів» (з А. Романовською, 1960).

## Визнання
- Член Спілки письменників СРСР (з 1958).
- Член Спілки білоруських письменників.